# Heinrich David

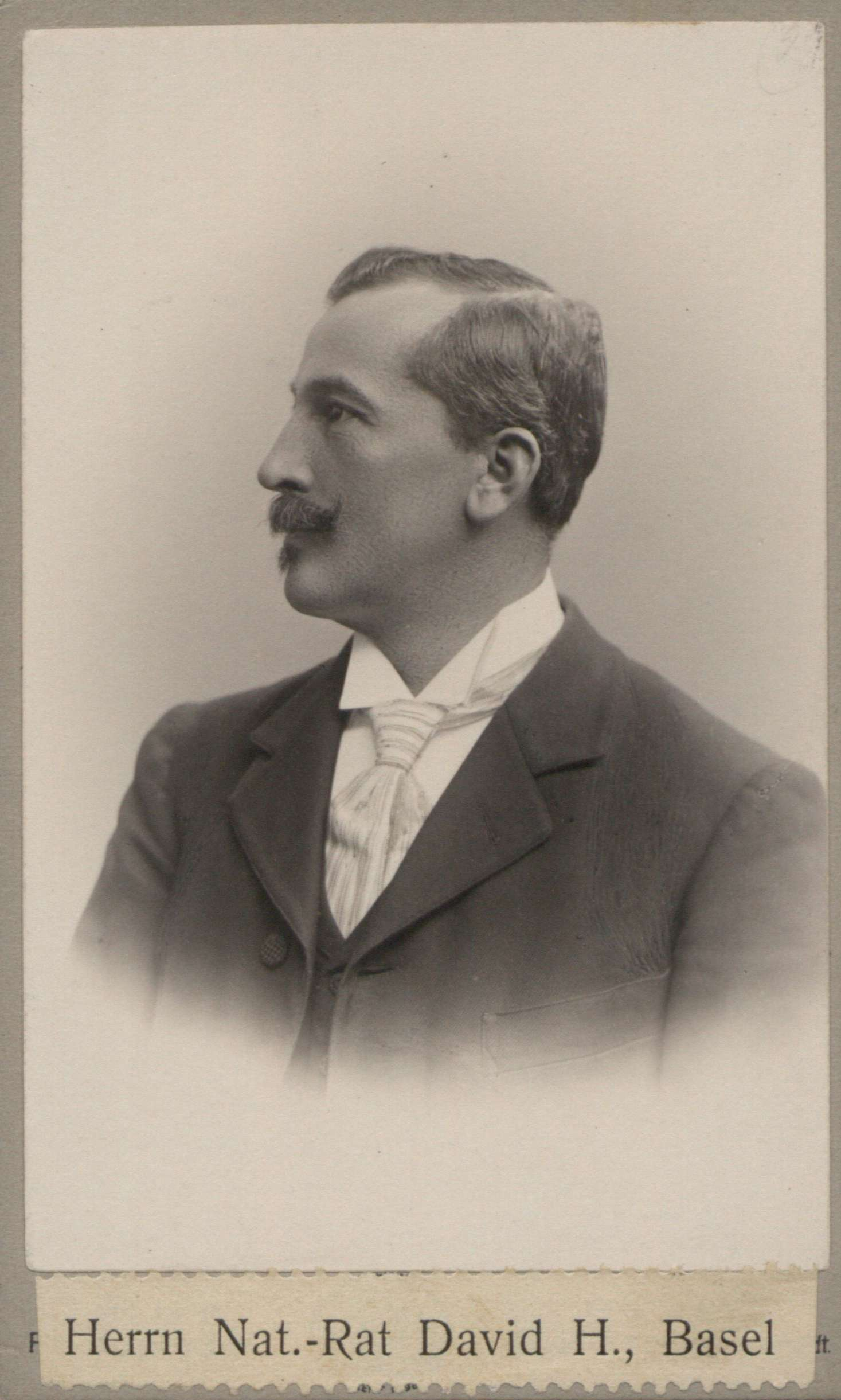
Heinrich David (zwischen 1880 und 1900)

Heinrich David (* 29. Juni 1856 in Rio de Janeiro; † 23. Dezember 1935 in Zürich; heimatberechtigt in Basel) war ein Schweizer Jurist und Politiker.

## Leben
Heinrich David, Sohn eines Kaufmanns und schweizerischen Generalkonsuls in Rio de Janeiro, besuchte die Schulen in St. Gallen und absolvierte danach ein Rechtsstudium in Strassburg, Leipzig und Basel, das er mit der Promotion zum Dr. iur. abschloss. Nach dem Erwerb des Anwaltspatents wirkte er von 1883 bis 1887 als Staatsanwalt in St. Gallen und 1887 bis 1890 in gleicher Funktion in Basel. Von 1890 bis 1897 war er Strafgerichtspräsident in Basel-Stadt. Im gleichen Kanton durchlief er auch eine politische Karriere: von 1890 bis 1896 war er freisinniger Grossrat und von 1897 bis 1910 Regierungsrat. Zudem vertrat er diesen Kanton nach den Parlamentswahlen 1899 bis 1908 auch im Nationalrat. Von 1910 bis 1918 wirkte er als Vizekanzler der Eidgenossenschaft. David trat auch als Verfasser juristischer, historischer und literarischer Werke hervor.
Die Tochter Linda David (1891–1955) war ab 1911 mit dem Chemiker und Hochschullehrer Hans Eduard Fierz verheiratet.